# Her Majesty & The Wolves
Her Majesty & The Wolves es un dúo musical formado por la exmiembro de Pussycat Dolls, Kimberly Wyatt, quien pone la voz y Spencer Nezey, miembro de Jupiter Rising, quien se encarga del MC y la producción. El dúo ha declarado que su música está influenciada por: Florence and the Machine, Sia, Empire of the Sun y Ladyhawke.

## Inicios
Según la biografía del dúo, Wyatt y Nezey formaron inicialmente el grupo se formó debido a una la afinidad musical que descubrieron durante la grabación del álbum debut de Wyatt en Los Ángeles. A la hora de grabar su álbum, Wyatt se frustró porque no encontró productores que quisieren comercializar música para el futuro.

## Álbum debut
El dúo lanzó la canción "Glaciers" el 27 de agosto de 2010 de forma gratuita en Internet desde su página web. La canción se describió como dance lo-fi hipnótico con enormes ritmos tribales. El vídeo musical se lanzó en la página oficial en Youtube.
El 9 de noviembre de 2010 el dúo lanzó el vídeo oficial de su primer trabajo convencional: "Stars In Your Eyes".

### "Stars In Your Eyes"
La canción ha tenido una buena acogida entre la crítica: 
"Stars In Your Eyes" es una gran fiesta europea de la mano de la voz poderosa de Wyatt con rap de su compañero musical Spencer Nezey, mientras que el vídeo es un asunto de alta moda de carácter espacial y con la participación de la ex-Pussycat Dolls Ashley Roberts bailando junto a Wyatt. El grupo lanzó "Stars In Your Eyes" como su primer sencillo oficial el 10 de enero de 2011.

## Discografía

### Álbumes de estudio
| Año  | Álbum de estudio |
| ---- | ---------------- |
| 2011 | TBC              |

### Sencillos
| Año  | Canción              | Mejor posición en las listas | Mejor posición en las listas | Álbum     |
| Año  | Canción              | UK                           | US                           | Álbum     |
| ---- | -------------------- | ---------------------------- | ---------------------------- | --------- |
| 2010 | "Glaciers"           | —                            | —                            | Pendiente |
| 2011 | "Stars In Your Eyes" | —                            | Pendiente                    | Pendiente |

#### Remixes
- "Glaciers" (ashtrobot remix)[8]
- "Glaciers" (roksonix remix)[9]
- "Stars in Your Eyes" (Sidney Samson Club Remix)[10]

### Vídeos musicales
| Year | Song                 | Director       |
| ---- | -------------------- | -------------- |
| 2010 | "Glaciers"           | Jess Holzworth |
| 2010 | "Stars In Your Eyes" | Justin Harder  |